# Solarolo Paganino
Solarolo Paganino è una frazione del comune cremonese di San Daniele Po posta ad est del centro abitato.

## Storia
La località era un piccolo villaggio agricolo di antica origine del Contado di Cremona con 82 abitanti a metà Settecento, più volte danneggiato dalle piene del Po.
In età napoleonica, dal 1810 al 1816, Solarolo Paganino fu già frazione di San Daniele Po, ma recuperò l'autonomia con la costituzione del Regno Lombardo-Veneto.
Nel 1823 gli austriaci decisero però di sopprimere definitivamente il comune di Solarolo Paganino annettendolo a quello di Isola Pescaroli, decenni dopo a sua volta confluito in San Daniele Po.